# Петър Пенев
Петър Георгиев Пенев е български офицер, генерал-майор, командир на 7-а пехотна рилска дивизия (1938) и на 1-ва бърза дивизия (1939), инспектор на конницата (1942).

## Биография
Петър Пенев е роден на на 11 септември 1892 година в Пазарджик. През 1913 година завършва Военното училище в София и е произведен в чин подпоручик. Служи в 8-и конен полк, като адютант в щаба на жандармерията, а през 1927 г. е назначен за командир на подвижна група от 7-а пехотна рилска дивизия. На 6 май 1928 е произведен в чин подполковник.
През 1930 г. подполковник Пенев е назначен за старши адютант на 3-та военноинспекционна област. По-късно същата година е назначен за преподавател във Военното училище, от 1931 г. началник на секция в Щаба на армията, през следващата година поема командването на 1-ви конен полк, a по-късно същата година е назначен за завеждащ учебната част на ШРБЕК През 1933 г. е назначен за старши адютант на 4-та пехотна преславска дивизия и по-късно същата година отново е назначен към Военното училище През 1934 г. е назначен за инспектор във Военното училище, а по-късно същата година става началник-щаб на 5-а пехотна дунавска дивизия На 6 май 1935 г. е произведен в чин полковник.
През 1938 г. полковник Пенев е назначен за командир на 7-а пехотна рилска дивизия, след което от 1939 г. командва 1-ва бърза дивизия, на 3 октомври 1940 г. е произведен в чин генерал-майор и през 1942 г. е назначен на най-висшата кавалерийска длъжност – инспектор на кавалерията.
До 10 септември 1942 е командир на четиринадесета пехотна вардарска дивизия. Уволнен е през 1944 година. През 1945 г. е осъден е от IV състав на народния съд. През 1964 г. се опитва да получи амнистия, но тя му е отказана.

## Военни звания
- Подпоручик (1913)
- Поручик (2 август 1915)
- Капитан (1918)
- Майор (6 май 1924)
- Подполковник (6 май 1928)
- Полковник (6 май 1935)
- Генерал-майор (3 октомври 1940)